# سیمون ماروتیان
سیمون ماروتیان (انگلیسی: Simon Marootian; زاده ۱۹۲۳ – درگذشته ۱۹۸۰) ارمنی‌تبار اهل ایالات متحده آمریکا بود. یک فعال سیاسی و یک  قاضی دادگاه عالی فرسنو، کالیفرنیا بود. او نخستین قاضی در تبعید ارمنی در  دادگاه عالی فرسنو  بود.